# Gymnázium Písnická
Gymnázium Písnická je veřejné gymnázium v Praze 12. Zřizovatelem školy je Hlavní město Praha, Mariánské náměstí 2, 110 01 Praha.

## Právnické osoby
| ID zařízení | Název zařízení | Kapacita | Ulice        | Obec    | Typ |
| ----------- | -------------- | -------- | ------------ | ------- | --- |
| 108029310   | Střední škola  | 400      | Písnická 760 | Praha 4 | C00 |

## Vyučované obory
| Popis oboru           | Forma vzdělání | Kód oboru   | Kapacita oboru | Délka vzdělání |
| --------------------- | -------------- | ----------- | -------------- | -------------- |
| Gymnázium - všeobecné | denní          | 79-41-K/401 | 180            | 4 r. 0 měs.    |
| Gymnázium             | denní          | 79-41-K/41  | 180            | 4 r. 0 měs.    |
| Gymnázium - všeobecné | denní          | 79-41-K/801 | 360            | 8 r. 0 měs.    |
| Gymnázium             | denní          | 79-41-K/81  | 360            | 8 r. 0 měs.    |